# Hannah Adams
Hannah Adams (Medfield, EUA, 2 d'octubre de 1755 — Brookline, 15 de desembre de 1831) fou una teòloga i escriptora americana. Autora de diversos llibres i compiladora d'informació històrica en l'estudi de la religió.